# Edward Malewicz

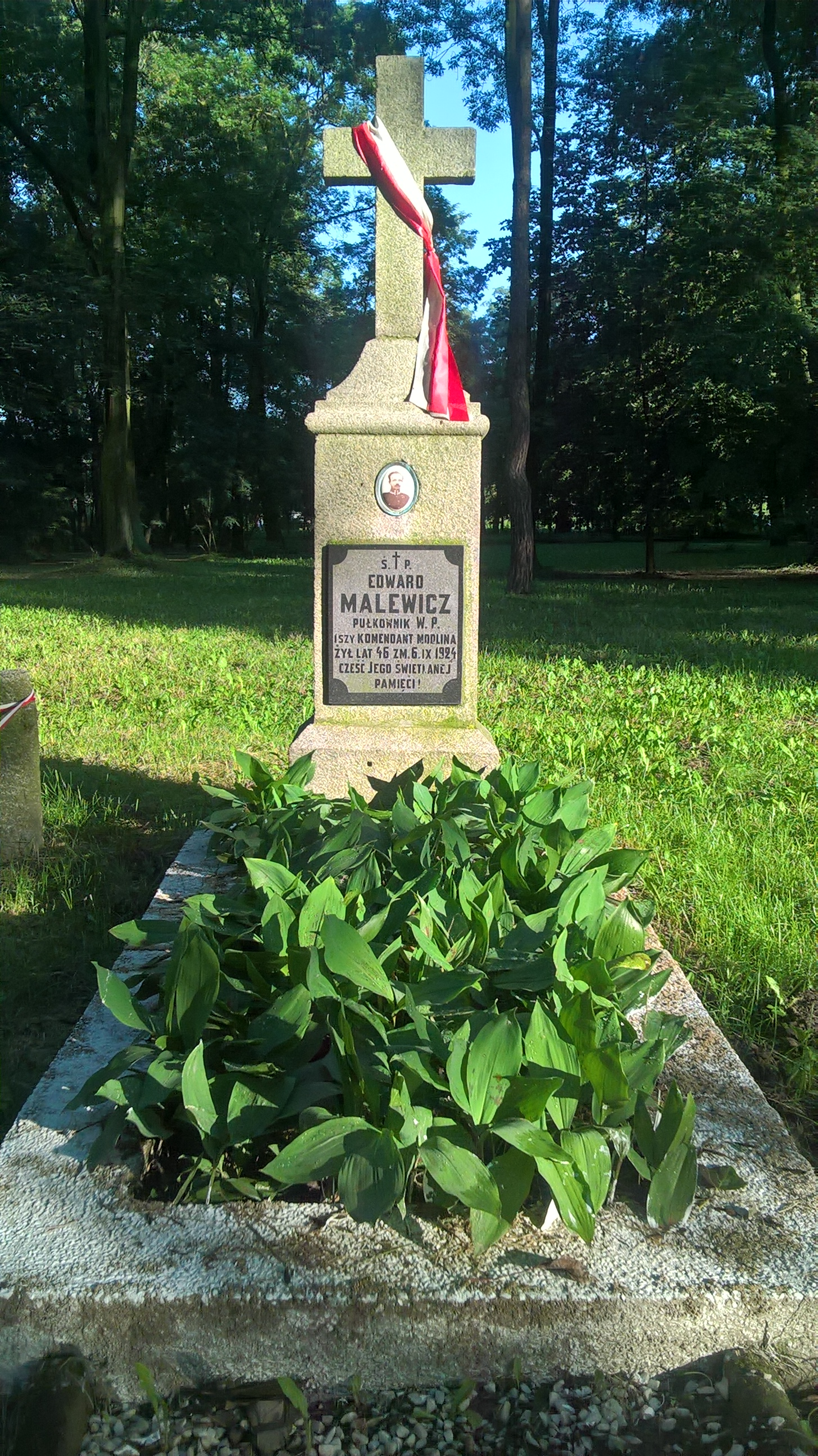
Grób Edwarda Malewicza na cmentarzu wojennym w Modlinie

Edward Malewicz (ur. 27 stycznia?/8 lutego 1878 w Grodnie, zm. 6 września 1924 w Warszawie) – pułkownik artylerii Wojska Polskiego, kawaler Orderu Virtuti Militari. 

## Życiorys
Edward Malewicz urodził się 8 lutego 1878 roku w Grodnie, w rodzinie Edwarda i Henryki z Lewandowskich. W 1896 roku ukończył 2 Moskiewski Korpus Kadetów, a dwa lata później 2 Konstantynowską Szkołę Wojskową (ros. 2-е военное Константиновское училище) w Sankt Petersburgu. Po zakończeniu nauki został wcielony do 26 Brygady Artylerii w Grodnie, która wchodziła w skład 26 Dywizji Piechoty i wyznaczony na stanowisko oficera baterii. W czasie służby w Armii Imperium Rosyjskiego awansował kolejno na: porucznika (19 sierpnia 1901 roku), sztabskapitana (21 sierpnia 1905 roku), kapitana (31 sierpnia 1911 roku), podpułkownika (20 lutego 1916 roku ze starszeństwem z 19 listopada 1913 roku) i pułkownika (7 czerwca 1917 roku). W czasie I wojny światowej dowodził baterią 20 dywizjonu artylerii ciężkiej. W 1916 roku objął dowództwo tego oddziału. W listopadzie 1914 roku był kontuzjowany, a w czerwcu 1916 roku nad Styrem ranny w głowę. 
W lipcu 1917 roku zgłosił się do I Korpusu Polskiego w Rosji, w którym objął dowództwo 1 dywizjonu polowej ciężkiej artylerii formującego się w Mazurynie pod Witebskiem. 19 stycznia 1918 roku, nie mając możliwości przetransportowania całego oddziału, wyjechał w przebraniu do Twierdzy Bobrujsk. Dwa dni później był już w twierdzy i wziął udział w naradzie grupy pułkowników, na której postanowiono opanować twierdzę. 4 lutego 1918 roku został mianowany zastępcą komendanta Twierdzy Bobrujsk i dowódcą jej artylerii. Dwa dni później opracował plan „artyleryjskiej obrony twierdzy Bobrujska”. 23 marca 1918 roku został mianowany inspektorem artylerii I Korpusu. Był członkiem delegacji I Korpusu i Naczpolu,  z którą 4 marca 1918 roku przybył do Warszawy i „poddał pod władzę i pod rozkazy Rady Regencyjnej”. 8 marca powrócił do Bobrujska. 
Po rozbrojeniu I Korpusu przybył do Warszawy i został przyjęty do Wojska Polskiego. 16 listopada 1918 roku szef Sztabu Generalnego mianował go komendantem Twierdzy Modlin i polecił mu „natychmiast wyjechać dla objęcia wszystkiego i doprowadzenia do ładu i do porządku”. Od 10 lutego do 10 maja 1919 roku dowodził IX Brygadą Artylerii. 29 maja 1920 roku został zatwierdzony z dniem 1 kwietnia 1920 roku w stopniu pułkownika, w artylerii, w grupie oficerów byłych Korpusów Wschodnich i byłej armii rosyjskiej.
19 czerwca 1920 został przeniesiony na stanowisko dowódcze Obozu Warownego Brześć nad Bugiem, a po dziesięciu dniach powrócił do Modlina na stanowisko dowódcy twierdzy. W sierpniu 1920 roku był dowódcą Odcinka „Modlin” podlegającego początkowo 1 Armii, a od 12 sierpnia – 5 Armii. Odcinek obejmował zewnętrzną linię twierdzy od wsi Poddęby, a jego obsadę stanowiło pięć i pół batalionów piechoty oraz artyleria forteczna. 

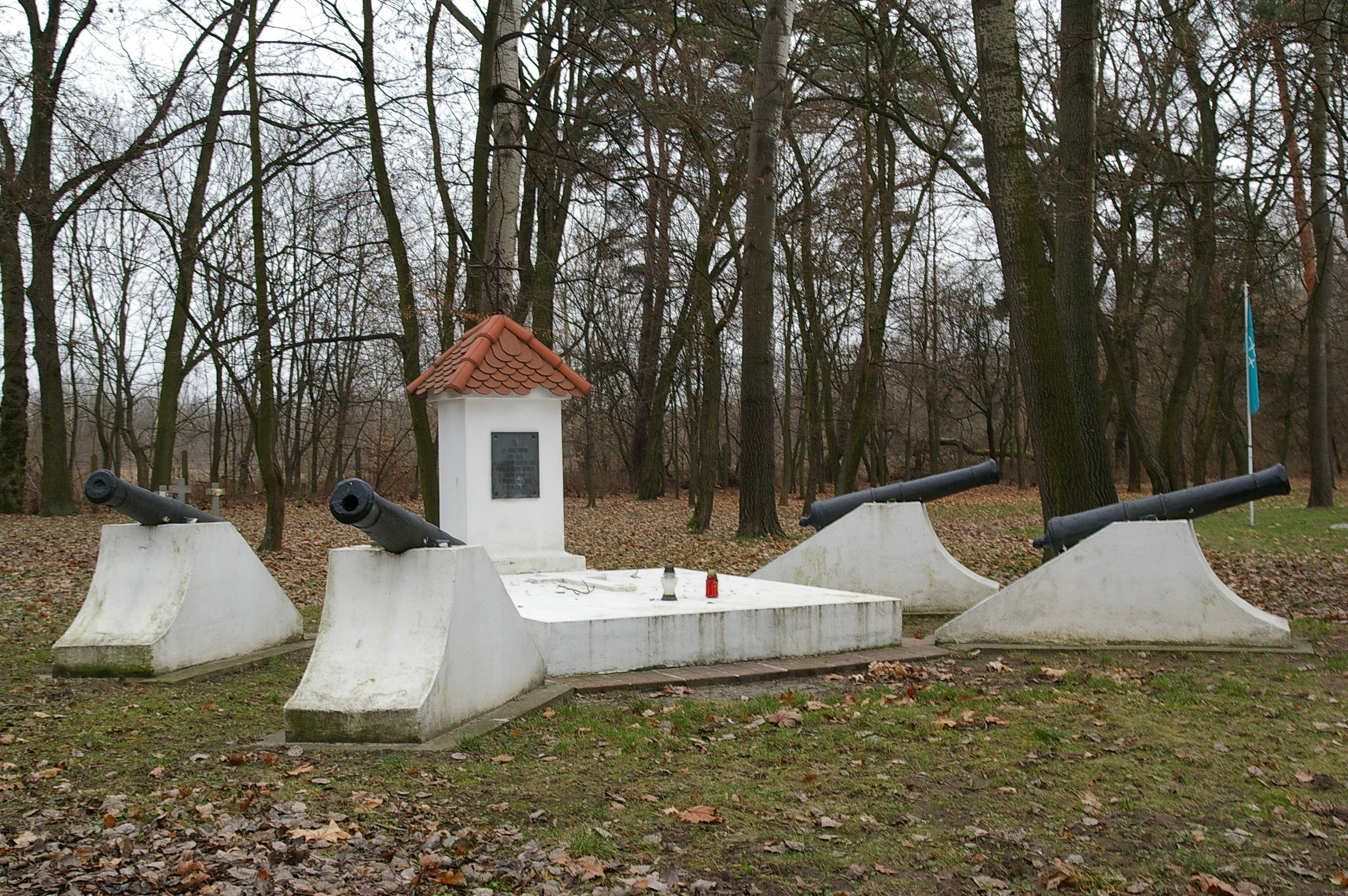
Pomnik ku czci Edwarda Malewicza na cmentarzu wojennym w Modlinie

Od 5 marca do 19 kwietnia 1921 roku był słuchaczem kursu informacyjnego dla wyższych dowódców w Warszawie. 1 czerwca 1921 roku w dalszym ciągu pełnił służbę na stanowisku dowódcy Twierdzy Modlin, a jego oddziałem macierzystym był wówczas 1 dywizjon artylerii ciężkiej. Po reorganizacji został komendantem Obozu Warownego Modlin. 3 maja 1922 roku został zweryfikowany w stopniu pułkownika ze starszeństwem z dniem 1 czerwca 1919 roku i 3. lokatą w korpusie oficerów artylerii. Jego oddziałem macierzystym był 1 pułk artylerii ciężkiej w Modlinie. Zmarł w sobotę 6 września 1924 roku w Szpitalu Ujazdowskim w Warszawie. W czwartek 11 września 1924 roku został pochowany na cmentarzu w Modlinie.
Pułkownik Malewicz był żonaty z Marią z Sadowskich. Nie miał dzieci.
Od 19 października 2004 roku imię pułkownika Edwarda Malewicza nosi Publiczne Gimnazjum nr 4 w Nowym Dworze Mazowieckim. W tej samej miejscowości jedna z ulic nosi nazwę „Ulica płk. Edwarda Malewicza”. 

## Ordery i odznaczenia
- Krzyż Srebrny Orderu Wojskowego Virtuti Militari nr 6685 (10 maja 1922)[14][15]
- Krzyż Niepodległości – pośmiertnie
- Krzyż Walecznych
- Amarantowa wstążka